# Dream (音楽ユニット)
Dream（ドリーム）は、かつて存在した日本の女性ダンス&ボーカルグループ。2000年にdreamとしてデビューをした。その後、2007年にDRMへ改名、2008年にはDreamへ改名をして2017年まで活動した。活動終了時の所属事務所はLDH、レーベルはrhythm zoneであった。

## 略歴

### 2000年 - 2007年：dream
- 1999年8月10日、avexが主催したオーディション『avex dream 2000』でグランプリを受賞した松室麻衣、橘佳奈、長谷部優の3人で結成。
- 2000年1月1日、シングル『Movin' on』でデビュー。
- 2002年7月7日、ライブツアー『dream live 2002 "Process"』最終日に松室が卒業。入れ替わる形で、追加メンバーオーディションで選ばれた阿井莉沙、阿部絵里恵、高本彩、中島麻未、西田静香、山本紗也加が加入、8人組となる。
- 2004年3月28日、阿井が脱退、7人組となる。
- 2005年5月、TEAM dreamの主要メンバーとして芸能人女子フットサルに参加。
- 2006年11月、フィットワンへ移籍。
- 2007年4月、デビューから7周年を機にDRM（ディーアールエム）に改名することを発表。
- 2007年6月25日、dreamとして最後のライブ『THE COUNTDOWN 〜Respect dream〜』を開催。

### 2007年 - 2008年：DRM
- 2007年6月25日、ライブ『THE COUNTDOWN 〜Respect dream〜』でDRMに改名[1]。
- 2008年7月22日、長谷部が脱退、6人組となる。また、Dreamに改名してLDHへ移籍することを発表[2]。avexから解雇通告を受けたが、マネージャーが松浦勝人に活動継続を懇願。松浦がHIROに頼み移籍に至った[3]。

### 2008年 - 2017年：Dream
- 2009年9月9日、インディーズレーベルから再始動シングル『Perfect Girls/To The Top』を発売。その後、日本全国をバスで移動しながら各地でテレビ・ラジオ出演やミニライブを開催する『夢者修行』を行った。
- 2010年5月13日 - 22日、Dreamとして初のライブツアー『Dream Live Tour 2010 〜Road to dream〜』を開催。
- 2010年8月18日、メジャー再デビューシングル『My Way〜ULala〜』を発売。
- 2010年11月24日、Kanaが『Dream Live Tour 2010〜2011 "Hands Up!!"』最終日をもって脱退することを発表[4]。
- 2011年2月20日、Kanaが脱退、5人組となる。これよりグループ結成当初のメンバーは全員が脱退。
- 2012年3月7日、Sayakaが同月31日をもって脱退することを発表[5]。
- 2012年3月31日、E-girlsのシングル発売イベントでSayakaが脱退、4人組となる。
- 2016年10月28日、Erieが年内をもって芸能界を引退することを発表[6]。
- 2016年12月3日 - 11日、初のファンクラブイベント『E-girls FAMILY FAN CLUB EVENT 2016 "Dream Party"』を開催。
- 2016年12月31日、Erieが脱退、3人組となる。
- 2017年6月5日、Dreamの活動終了を発表[7][8][9]。
- 2017年7月15日 - 16日、『E-girls LIVE 2017 〜E.G. EVOLUTION〜』が最後の活動となった[10][11][12][13]。

## メンバー
活動終了時のメンバー
| 名前           | 名前                   | 生年月日（年齢）      | 出身地 | 備考          |
| -------------- | ---------------------- | --------------------- | ------ | ------------- |
| Shizuka シズカ | 西田静香 にしだ しずか | 1988年3月6日（37歳）  | 大阪府 | 3代目リーダー |
| Aya アヤ       | 高本彩 たかもと あや   | 1987年7月16日（38歳） | 大阪府 |               |
| Ami アミ       | 中島麻未 なかしま あみ | 1988年5月11日（37歳） | 大阪府 | 4代目リーダー |

活動中に脱退したメンバー
| 名前                   | 名前                       | 生年月日（年齢）       | 出身地   | 備考                        |
| ---------------------- | -------------------------- | ---------------------- | -------- | --------------------------- |
| 松室麻衣 まつむろ まい | 松室麻衣 まつむろ まい     | 1983年6月10日（42歳）  | 大分県   | 2002年7月脱退 初代リーダー  |
| 阿井莉沙 あい りさ     | 阿井莉沙 あい りさ         | 1987年9月10日（37歳）  | 神奈川県 | 2004年3月脱退               |
| 長谷部優 はせべ ゆう   | 長谷部優 はせべ ゆう       | 1986年1月17日（39歳）  | 岐阜県   | 2008年7月脱退               |
| Kana カナ              | 橘佳奈 たちばな かな       | 1985年10月20日（39歳） | 大阪府   | 2011年2月脱退 2代目リーダー |
| Sayaka サヤカ          | 山本紗也加 やまもと さやか | 1987年9月19日（37歳）  | 石川県   | 2012年3月脱退               |
| Erie エリエ            | 阿部絵里恵 あべ えりえ     | 1987年9月3日（37歳）   | 岡山県   | 2016年12月脱退              |

### dreamナンバー／dreamカラー
2002年7月7日の新メンバー加入を機に導入され、下記のように割り当てられた。
dreamとして活動中は「dream07（どりーむゼロなな）の橘佳奈です」などと自己紹介をしていたが、DRM改名後に使われたことはなくそのまま廃止された。dreamナンバーは卒業する松室に永久欠番としてdream01を割り当てたのち橘と長谷部が好きな数字を選び、新メンバーを五十音順に割り当てた。
原則シングル・アルバムには発売時在籍メンバーのdreamナンバーと名前を記載していたが、ベストアルバム『777 〜Best of dreams〜』と『7th Anniversary Best』には松室と阿井のdreamナンバーと名前も記載されている。ライブベストアルバム『Greatest Live Hits』には、dreamナンバーの記載はないが、松室と阿井を含む歴代全員の名前が記載されている。また、dream・DRM時代のオフィシャルファンクラブ『Live your dreams』の会報の最終号である第31号には、「Special thanks」として松室と阿井の名前が記されている。
| 名前       | dreamナンバー | dreamカラー |
| ---------- | ------------- | ----------- |
| 松室麻衣   | dream01       | N/A         |
| 阿井莉沙   | dream02       | ピンク      |
| 阿部絵里恵 | dream03       | 水色        |
| 高本彩     | dream04       | オレンジ    |
| 中島麻未   | dream05       | 黄色        |
| 西田静香   | dream06       | 青          |
| 橘佳奈     | dream07       | 赤          |
| 長谷部優   | dream08       | 紫          |
| 山本紗也加 | dream09       | 白          |

## 作品
順位はオリコン週間ランキング最高位。

### シングル
| #  | 発売日         | タイトル                             | 順位 |
| -- | -------------- | ------------------------------------ | ---- |
| 1  | 2000年1月1日   | Movin' on                            | 15位 |
| 2  | 2000年3月8日   | Heart on Wave/Breakin' out           | 14位 |
| 3  | 2000年5月3日   | Private wars                         | 13位 |
| 4  | 2000年8月9日   | reality                              | 17位 |
| 5  | 2000年9月20日  | SUPEREUROBEAT presents NIGHT OF FIRE | 20位 |
| 6  | 2000年11月29日 | My will                              | 06位 |
| 7  | 2001年2月28日  | Believe in you                       | 36位 |
| 8  | 2001年5月23日  | solve                                | 17位 |
| 9  | 2001年8月8日   | Our Time                             | 25位 |
| 10 | 2001年10月31日 | STAY 〜now I'm here〜                | 19位 |
| 11 | 2001年11月28日 | Get Over                             | 12位 |
| 12 | 2002年1月1日   | Yourself                             | 21位 |
| 13 | 2002年6月10日  | SINCERELY 〜ever dream〜             | 19位 |
| 14 | 2003年2月13日  | MUSIC IS MY THING                    | 18位 |
| 15 | 2003年9月10日  | I love dream world                   | 10位 |
| 16 | 2004年2月25日  | Identity -prologue-                  | 23位 |
| 17 | 2004年8月4日   | PURE                                 | 33位 |
| 18 | 2004年8月11日  | Love Generation                      | 26位 |
| 19 | 2005年3月2日   | そよ風の調べ/STORY                   | 26位 |

| #  | 発売日         | タイトル                 | 順位 |
| -- | -------------- | ------------------------ | ---- |
| 20 | 2009年9月9日   | Perfect Girls/To The Top | N/A  |
| 21 | 2010年3月1日   | Breakout                 | N/A  |
| 22 | 2010年8月18日  | My Way〜ULala〜          | 29位 |
| 23 | 2010年10月6日  | Ev'rybody Alright!       | 34位 |
| 24 | 2013年5月29日  | Only You                 | 07位 |
| 25 | 2014年11月5日  | ダーリン                 | 04位 |
| 26 | 2015年2月11日  | こんなにも               | 03位 |
| 27 | 2015年11月18日 | ブランケット・スノウ     | 04位 |

### デジタルシングル
DRM
- Touchy Touchy（2008年1月7日）
- Electric（2008年2月7日）
- Tasty（2008年3月7日）
- to you（2008年4月7日）

Dream
- To You…（2011年4月13日）
- Dreaming Girls（2011年8月23日）
- Wanna Wanna Go!（2013年10月9日）

### アルバム
| # | 発売日         | タイトル       | 順位  |
| - | -------------- | -------------- | ----- |
| 1 | 2001年2月28日  | Dear…          | 005位 |
| 2 | 2002年2月14日  | Process        | 008位 |
| 3 | 2003年2月26日  | dream world    | 023位 |
| 4 | 2004年3月10日  | ID             | 021位 |
| 5 | 2005年7月27日  | ナツイロ       | 028位 |
| 6 | 2005年12月21日 | Boy meets Girl | 066位 |

| # | 発売日        | タイトル | 順位  |
| - | ------------- | -------- | ----- |
| 7 | 2007年6月27日 | DRM      | 108位 |

| # | 発売日         | タイトル  | 順位  |
| - | -------------- | --------- | ----- |
| 8 | 2010年11月24日 | Hands Up! | 036位 |

### ベスト・アルバム
| # | 発売日        | タイトル                   | 順位  |
| - | ------------- | -------------------------- | ----- |
| 1 | 2002年6月26日 | eternal dream              | 009位 |
| 2 | 2004年9月29日 | 777 〜Best of dreams〜     | 033位 |
| 3 | 2005年3月2日  | 777 〜another side story〜 | 063位 |
| 4 | 2007年1月1日  | 7th Anniversary Best       | 062位 |
| 5 | 2007年1月1日  | Greatest Live Hits         | 293位 |

### リミックス／カバー・アルバム
| # | 発売日        | タイトル                                | 順位 |
| - | ------------- | --------------------------------------- | ---- |
| 1 | 2000年9月20日 | SUPER EUROBEAT presents EURO dream land | 10位 |
| 2 | 2004年12月8日 | dream meets Best Hits avex              | 54位 |

### アナログ盤
1. EURO dream land ep（2001年2月28日、RR12-88207）

### 映像作品
| #  | 発売日         | タイトル                          |
| -- | -------------- | --------------------------------- |
| 1  | 2000年4月19日  | Heart on Wave                     |
| 2  | 2000年6月7日   | Private wars                      |
| 3  | 2000年9月20日  | reality                           |
| 4  | 2000年9月20日  | DAYDREAM                          |
| 5  | 2001年4月4日   | Believe in you                    |
| 6  | 2001年8月8日   | dream LIVE 2001                   |
| 7  | 2001年10月31日 | solve                             |
| 8  | 2001年10月31日 | Our Time                          |
| 9  | 2001年11月28日 | STAY〜now I'm here〜              |
| 10 | 2002年2月14日  | Get Over                          |
| 11 | 2002年3月13日  | Yourself                          |
| 12 | 2002年3月20日  | DAYDREAM 2                        |
| 13 | 2002年12月11日 | dream CLIP SELECTION              |
| 14 | 2002年12月26日 | dream live 2002 Process           |
| 15 | 2003年3月19日  | dream party                       |
| 16 | 2003年8月6日   | dream live 2003 〜dream world〜   |
| 17 | 2003年12月10日 | I love dream world                |
| 18 | 2004年5月26日  | ID                                |
| 19 | 2004年9月29日  | dream party 2                     |
| 20 | 2005年3月9日   | dream Christmas Party 2004        |
| 21 | 2006年2月15日  | Boy meets Girl -a little more-    |
| 22 | 2006年6月14日  | dream Party 2006 〜Love & dream〜 |
| 23 | 2007年4月11日  | dream Party 2006 X'mas            |

### 参加作品 (音楽)
dream
- 1st X'mas featuring dream+フルーツポンチ+SweetS（2003年12月10日）
- SUPER EUROBEAT VOL.150（2004年8月4日）
- 東京プリン/橘佳奈「この人」（2004年11月3日）
- 2nd X'mas featuring dream+SweetS+嘉陽愛子（2004年12月1日）
- RED（2005年3月9日）広島新球場建設『たる募金』共同キャンペーン応援歌。橘、長谷部、山本がコーラスで参加。Ricken'sの石田匠（元The Kaleidoscope）も参加している。
- Girl's BOX 〜Best Hits Compilation〜（2005年3月16日）
- Girl's BOX 〜Best Hits Compilation Summer〜（2005年7月13日）
- SLOW DANCE ORIGINAL SOUND TRACK（2005年7月27日） - 橘
- 3rd X'mas featuring dream+長澤奈央+SweetS+星井七瀬+嘉陽愛子+PARADISE GO!! GO!!+斉藤未知（2005年11月16日）
- Girl's BOX 〜Best Hits Compilation Winter〜（2005年11月30日）
- BEST X'mas（2006年12月6日）
- Girl's BALLAD Best -tear drops-（2007年3月7日）

DRM
- 金魚「LOVERS HIGH」（2007年7月11日） - 長谷部
- 『Girl's BOX ラバーズ☆ハイ』Original Song Collection（2008年3月12日）

Dream
- AILI thanx to Dream「Get my way」（2010年12月8日）
- DANCE EARTH PARTY「PEACE SUNSHINE」（2014年4月16日）
- 東京プリンとたいせつな仲間たち「明日笑っていられるように」（2014年4月16日）
- DANCE EARTH PARTY「HAPPY BIRTHDAY feat. Dream」（2017年2月1日）

### 参加作品 (映像)
dream
- a-nation'03 avex summer festa “エイ・ネーション”（2003年12月17日）
- a-nation'04 BEST HIT SUMMER LIVE!!（2004年11月17日）
- Girl's BOX PREMIUM 01 ★ Re-Born（2007年7月15日）
- スーパーバトルライブ 美味學院 番外編 〜デリシャス5 史上最強の敵〜（2008年3月12日） - 橘、高本、阿部、中島、西田、山本

DRM
- Girl's BOX TV 〜夏祭り!!SPECIAL LIVE〜（2007年10月26日）
- Girl's BOX PREMIUM02 Girl's Party Night/Girl's Rocks Night（2008年5月23日）
- SHOW-YA PRODUCE NAONのYAON（2008年10月16日、サークルKサンクス限定商品）

## 出演

### テレビ
dream
- Channel-a（1999年 - 2009年、テレビ神奈川）
- スキヤキ!!ロンドンブーツ大作戦（1999年 - 2000年、テレビ東京）
- プリン・ス（2004年、日本海テレビ）

DRM
- ヨシモト∞（2007年、ヨシモトファンダンゴTV） - 高本

Dream
- 週刊EXILE（2011年1月 - 2017年、TBSテレビ）

### テレビドラマ
dream
- まほらのほし（2005年、ガンホー・鹿児島読売テレビほか） - 長谷部、阿部、西田
- 恋する!?キャバ嬢（2006年、テレビ東京） - 長谷部

DRM
- だいすき!!（2008年、TBS）、ゲストまたはエキストラとして数カットだけ登場 - 高本

### CM
dream
- 日本マクドナルド「ベーコンチーズダブルバーガー」（2000年）
- NTTドコモ関西「PHSパルディオ」（2000年）
- NTTドコモ「キャメッセ・プチ」（2000年）
- ブリストル・マイヤーズ スクイブ「シーブリーズ」（2000年）
- 資生堂「シーブリーズ」（2000年）
- 森永製菓「チュッパチャプス」（2000年）
- 森永製菓「サンデーカップ」（2000年）
- 森永製菓「ポテロング」（2004年）、日本海テレビ『プリン・ス』との連動企画 - 阿部、高本、中島、西田、山本
- music.jp（2004年） - 橘、長谷部
- すごメロ（2004年）

Dream
- リクルート「ゼクシィ」（2014年）[17]
- 健栄製薬「手ピカジェル」（2014年 - 2015年）[18]
- Right-on（2015年）[19]

### ラジオ
dream
- dreamのSweet Signal（2001年10月 - 2002年6月、FMヨコハマ）
- ビビっと!dream（2000年 - 2002年、ニッポン放送）
- ゲームナイトニッポン 有名社長夢対談（2003年、ニッポン放送）

### 映画
dream
- 痴漢男（2005年、トルネード・フィルム） - 長谷部
- バックダンサーズ!（2006年、ギャガ・コミュニケーションズ） - 長谷部
- ほわいと。ポーズ[20]（2008年、コスモボックス） - 高本

### 舞台
dream
- ID（2004年3月25日 - 28日、シアターアプル）
- BEAT POPS “FIGHTING GIRLS”（2004年8月17日 - 27日、スタジオドリームメーカー）
- 美味學院（2007年5月16日 - 20日、青山劇場） - 橘、高本、阿部、中島、西田、山本
- ハイスクール・ミュージカル（2007年6月12日 - 28日、青山劇場、2007年7月5日 - 8日、NHK大阪ホール） - 長谷部

Dream
- DANCE EARTH PROJECT グローバルダンスエンターテインメント『Changes』（2014年5月）

## ライブ
dream
- dream LIVE 2001（2001年5月4日 - 20日、全4公演）
- dream live 2002 "Process"（2002年6月8日 - 23日、再追加公演：7月7日、全7公演）
- dream live 2003 〜dream world〜（2003年5月10日・11日、全3公演、日本青年館）
- dream party 2（2004年6月26日・7月4日、全3公演、Shibuya O-East）
- dream Christmas Party 2004（2004年12月24日・25日、全2公演、横浜港大さん橋ホール）
- dream live 2006（2006年2月18日 - 3月18日、全7公演）、アルバム「Boy meets Girl」購入者の応募・抽選による招待制
- dream Party 2006 〜 Love & dream 〜（2006年3月25日、横浜BLITZ）
- dream live 2006 Autumn（2006年10月22日、Shibuya O-West）
- dream Party 2006 X'mas（2006年12月24日、Zepp Tokyo）
- dream live 2007 Spring（2007年3月10日：公演中止、2007年4月8日：振替公演、全2公演、ランドマークホール）、橘・高本の体調不良のため公演中止。同年4月8日に振替[21]
- THE COUNTDOWN 〜Respect dream〜（2007年6月25日、日本青年館）

Dream
- Dream Live Tour 2010 〜Road to dream〜（2010年5月13日 - 22日、東名阪全3公演）
- Dream Live Tour 2010〜2011 "Hands Up!!"（2010年12月4日 - 2011年2月11日、追加公演：2月19日・20日、全15公演）

## イベント
Dream
- E-girls FAMILY FAN CLUB EVENT 2016 "Dream Party"（2016年12月3日 - 11日、東名阪・岡山）

## 書籍
dream
- CD HITS!特別編集 dream写真集 ☆Peaceful☆（2002年7月5日、学習研究社）ISBN 4054017282
- a-nation2003 インビテーションパーフェクトDVDマガジン（2003年7月11日、エンターブレイン）ISBN 9784757715318
- a-nation2003 メモリアルパーフェクトDVDマガジン（2003年10月10日、エンターブレイン）ISBN 9784757716254
- ID dream DVD magazine（2004年3月19日、エンターブレイン）ISBN 9784757718586

Dream
- dreamはDreamの夢を見る。（2016年11月30日、幻冬舎[22]）ISBN 9784344030299

## その他
高本彩、中島麻未の大阪府出身の2名でお笑いコンビ「ぺっちゃぱぁいず」を結成していた。